# 伯德角
伯德角是南極洲的海岬，位於麥克羅伯特森地，處於霍華德灣以西，距離科貝克群島1英里，該海岬在1931年2月由探險隊發現，以美國海軍的海軍少將命名。
67°27′S 61°01′E / 67.450°S 61.017°E